# Belʹkovich
Belʹkovich ist ein großer Mondkrater in Form einer umschlossenen Ebene. Er ist aufgrund nachfolgender Einschläge stark erodiert.
Der Krater liegt im Norden der erdzugewandten Mondseite. Von der Erde aus kann er nur seitlich gesehen werden, was die Beobachtung erschwert.
Belʹkovich dringt in den nordöstlichen Teil des Mare Humboldtianum ein, der jüngere Krater Hayn liegt im Nordwesten teilweise in Belʹkovich. In seiner östlichen Nähe befindet sich die auch nach ihm benannte Compton-Belkovich-Thoriumanomalie.
Der Krater wurde 1964 von der Internationalen Astronomischen Union offiziell nach Igor Wladimirowitsch Belkowitsch benannt.

## Nebenkrater

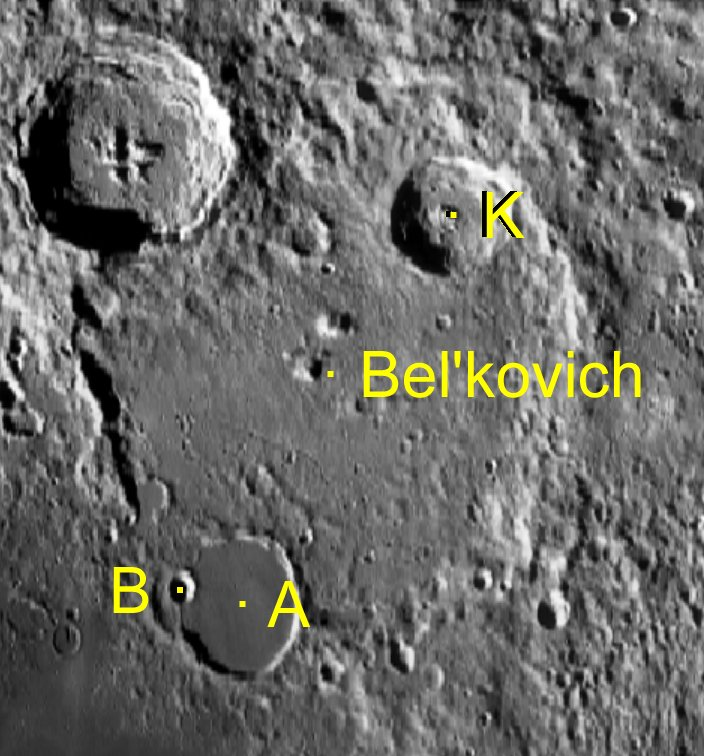
Belʹkovich und seine Nebenkrater

Der Krater Belʹkovich hat drei verzeichnete Nebenkrater:
| Buchstabe | Position           | Durchmesser | Link |
| --------- | ------------------ | ----------- | ---- |
| A         | 58,65° N, 87,41° O | 57 km       |      |
| B         | 58,89° N, 85,71° O | 12 km       |      |
| K         | 63,63° N, 93,61° O | 47 km       |      |